# Liliane Patrick
Pour les articles homonymes, voir Patrick.
Liliane Patrick, de son vrai nom Liliane Georgette Germaine Porterie, est une actrice française née le 6 janvier 1933 à Toulouse (Haute-Garonne) et morte le 22 avril 2019 à Gourdon (Lot).
Elle fut l'épouse du metteur en scène Claude Boissol, puis la compagne du chanteur Marcel Mouloudji.
Elle s'est beaucoup produite sur scène et est apparue régulièrement dans Au théâtre ce soir entre 1969 et 1981. Active également dans le doublage, elle a prêté sa voix à de nombreux films et séries télévisées.

## Théâtre
- 1957 : Ne quittez pas... de Marc-Gilbert Sauvajon et Guy Bolton, mise en scène Marc-Gilbert Sauvajon, théâtre des Nouveautés
- 1957 : L'Amour des quatre colonels de Peter Ustinov, mise en scène Jean-Pierre Grenier, théâtre de l'Ambigu-Comique
- 1959 : Le Carthaginois d'après Plaute, mise en scène Daniel Sorano, théâtre du Vieux-Colombier
- 1960 : L'Idiote de Marcel Achard, mise en scène Jean Meyer, théâtre Antoine
- 1962 : Mic-mac de Jean Meyer, mise en scène de l'auteur, théâtre du Palais-Royal puis théâtre Daunou
- 1973 : Le Paysan parvenu d'Albert Husson d'après Marivaux, mise en scène Jean Meyer, théâtre des Célestins
- 1979 : La Baignoire de Victor Haïm, mise en scène Georges Vitaly, théâtre du Lucernaire
- 1980 : Diable d'homme ! de Robert Lamoureux, mise en scène Daniel Ceccaldi, théâtre des Bouffes-Parisiens
- 1981 : Faut pas faire cela tout seul, David Mathel de Serge Ganzl, mise en scène Georges Vitaly, théâtre du Lucernaire

## Filmographie partielle

### Cinéma
- 1957 :  Sénéchal le magnifique de Jean Boyer : Mado Clarieux
- 1958 :  Maxime de Henri Verneuil : la secrétaire d'Hubert
- 1959 :  Julie la Rousse de Claude Boissol : Tamira
- 1960 :  Vers l'extase de René Wheeler : l'hôtesse de l'air
- 1960 :  La Française et l'Amour - segment Le Mariage de René Clair : la dame à la cigarette
- 1960 :  Le Farceur de Philippe de Broca : Solange
- 1960 :  La Chatte sort ses griffes d'Henri Decoin
- 1961 :  Napoléon II, l'aiglon de Claude Boissol : La Camerata
- 1962 : À fleur de peau de Claude Bernard-Aubert : Marlène

### Télévision

#### Téléfilms
- 1963 : Un coup dans l'aile de Claude Barma : Diane
- 1982 : L’Écarteur de Pierre Neurrisse : La Silote
- 1984 : Diable d'homme ! de Georges Folgoas : Mme Labelie
- 1991 : Le Squale de Claude Boissol : Estelle

Au théâtre ce soir
- 1969 : Le mari ne compte pas de Roger-Ferdinand, mise en scène Jacques Morel, réalisation Pierre Sabbagh, théâtre Marigny
- 1969 : Bichon de Jean de Létraz, mise en scène Robert Manuel, réalisation Pierre Sabbagh, théâtre Marigny
- 1970 : Je l'aimais trop de Jean Guitton, mise en scène Christian-Gérard, réalisation Pierre Sabbagh, théâtre Marigny
- 1971 : La Voyante d'André Roussin, mise en scène de l'auteur, réalisation Pierre Sabbagh, théâtre Marigny
- 1973 : La Locandiera de Carlo Goldoni, mise en scène Jacques Ardouin, réalisation Georges Folgoas, théâtre Marigny
- 1974 : Le Chien des Baskerville de Jean Marcillac d'après le roman d'Arthur Conan Doyle, mise en scène Raymond Gérôme, réalisation Georges Folgoas, théâtre Marigny
- 1974 : Madame Sans Gêne de Victorien Sardou et Émile Moreau, mise en scène Michel Roux, réalisation Georges Folgoas, théâtre Marigny
- 1979 : Good Bye Charlie de George Axelrod, adaptation Pierre Barillet et Jean-Pierre Grédy, mise en scène Georges Vitaly, réalisation Pierre Sabbagh, théâtre Marigny
- 1979 : Ne quittez pas de Marc-Gilbert Sauvajon et Guy Bolton, mise en scène Max Fournel, réalisation Pierre Sabbagh, théâtre Marigny
- 1981 : Hallucination de Claude Rio, mise en scène Jacques Ardouin, réalisation Pierre Sabbagh, théâtre Marigny

#### Séries télévisées
- 1971 : Aux frontières du possible, épisode Menace sur le sixième continent : la veuve
- 1982 : Commissaire Moulin, 2 épisodes : 
  - Un hanneton sur le dos : Irène
  - Le Transfuge : Nadia
- 1987 : Espionne et tais-toi, épisode Papa Pie et pas Papa
- 1987 : Marie Pervenche, épisode Il faut tout faire par soi-même : Paula Barkoff

## Doublage

### Cinéma

#### Films
- 1973 : Le Caveau de la terreur : Donna Rogers (Anna Massey)
- 1976 : Un vendredi dingue, dingue, dingue : Mme Gibbons (Brooke Mills)
- 1977 : Annie Hall : la mère d'Annie (Colleen Dewhurst)
- 1978 : Le Faiseur d'épouvantes : Karen Tandy (Susan Strasberg)
- 1979 : Alerte dans le cosmos : Kim Smedley (Eddie Benton)
- 1980 : Héros d'apocalypse : Carol (Margit Evelyn Newton)
- 1983 : Private School (en) : Ms Regina Copoletta (Sylvia Kristel)
- 1985 : Le Secret de la pyramide : Mme Dribb (Susan Fleetwood)
- 1986 : Nuit de noce chez les fantômes : Susan (Jo Ross)
- 1987 : Boire et Déboires : Mme Gruen (Georgann Johnson)
- 1989 : Portrait craché d'une famille modèle :  Karen Buckman (Mary Steenburgen)
- 1990 : Arachnophobie : Margaret Hollins (Mary Carver)
- 1992 : 1492 : Christophe Colomb : Beatrix Enriquez (Ángela Molina)
- 1999 : Chasseur blanc, cœur noir : Miss Wilding (Charlotte Cornwell)
- 2007 : Le Temps d'un été : Mrs. Brown (Eileen Atkins)

#### Animation
- 1942 : Bambi : mère de Bambi (2e doublage, 1978)

### Télévision

#### Téléfilms
- 1987 : Betty Ford, femme de président : Betty Ford (Gena Rowlands)[1]
- 2013 : Nature morte : Ruth Zardo (Deborah Grover)

#### Séries télévisées
- Les Héritiers (1976-1977) : Claire Estep (Laraine Stephens)
- Scandales à l'Amirauté (1983-1984) : Deanna Kincaid (Jill St. John)
- Dynastie 2 : Les Colby (1985 -1987) : Sabella « Sable » Scott Colby (Stephanie Beacham)
- Les Feux de l'amour (1988-1989) : Jessica Blair (Rebecca Street)[1]
- Melrose Place (1992-1993) : Lucy Cabot (Deborah Adair)
- La Loi de Los Angeles (1986-1994) : Rosalind Shays (Diana Muldaur)
- Twin Peaks (1990-1991) : Elizabeth Briggs (Charlotte Stewart)
- Danse avec moi (1991) : Paula Leme (Susana Vieira)
- Friends (1994-2003): Judy Geller (Christina Pickles) (2e voix)
- Amour, Gloire et Beauté (2006-2012) : Stephanie Forrester (Susan Flannery)[2] (2e voix)
- Les Feux de l'amour (2010-) : Dorothy Stevens  et Estelle Chauvin  (Melinda Cordell)
- The White Queen (2013) : Cécile Neville (Caroline Goodall)

#### Séries d'animation
- Lady Oscar  (1979) : Yolande de Polastron
- G.I. Joe: Héros sans frontières (1983-1986) : Baronnesse